# Oğlakçı, Seydişehir
Oğlakçı là một xã thuộc huyện Seydişehir, tỉnh Konya, Thổ Nhĩ Kỳ. Dân số thời điểm năm 2011 là 96 người.